# Esportistes dels Països Catalans als Jocs Olímpics d'Estiu de 2024
Els esportistes dels Països Catalans que van competir als Jocs Olímpics de París 2024 van ser 162, dels quals 101 de Catalunya, 25 del País Valencià, 21 de les Illes Balears, 12 de la Catalunya del Nord i 2 d'Andorra. Aquesta és la relació d'esportistes federats als Països Catalans que van participar en aquesta edició dels Jocs Olímpics.

## Medalles
| Medalla | Esportistes         | Esport                        | CON     | Residència         |
| ------- | ------------------- | ----------------------------- | ------- | ------------------ |
| Or      | Théo Forner         | Rugbi a 7                     | França  | Catalunya del Nord |
| Or      | Florian Trittel     | Vela 49er                     | Espanya | Catalunya          |
| Bronze  | Sara Sorribes       | Tennis                        | Espanya | País Valencià      |
| Argent  | Juana Camilión      | Bàsquet 3x3                   | Espanya | Illes Balears      |
| Bronze  | Saúl Craviotto      | Piragüisme K-4 500 m          | Espanya | Catalunya          |
| Bronze  | Joan Antoni Moreno  | Piragüisme C-2 500 m          | Espanya | Illes Balears      |
| Bronze  | Pau Echainz         | Piragüisme K1 eslàlom         | Espanya | Catalunya          |
| Bronze  | Iris Tió            | Natació sincronitzada - Equip | Espanya | Catalunya          |
| Bronze  | Paula Ramírez       | Natació sincronitzada - Equip | Espanya | Catalunya          |
| Bronze  | Txell Ferré         | Natació sincronitzada - Equip | Espanya | Catalunya          |
| Bronze  | Txell Mas           | Natació sincronitzada - Equip | Espanya | Catalunya          |
| Or      | Abel Ruiz           | Futbol                        | Espanya | País Valencià      |
| Or      | Adrià Bernabé       | Futbol                        | Espanya | Catalunya          |
| Or      | Arnau Tenas         | Futbol                        | Espanya | Catalunya          |
| Or      | Cristhian Mosquera  | Futbol                        | Espanya | País Valencià      |
| Or      | Eric Garcia         | Futbol                        | Espanya | Catalunya          |
| Or      | Joan Garcia         | Futbol                        | Espanya | Catalunya          |
| Or      | Marc Pubill         | Futbol                        | Espanya | Catalunya          |
| Or      | Pau Cubarsí         | Futbol                        | Espanya | Catalunya          |
| Or      | Sergio Gómez Martín | Futbol                        | Espanya | Catalunya          |
| Or      | Anni Espar          | Waterpolo                     | Espanya | Catalunya          |
| Or      | Bea Ortiz           | Waterpolo                     | Espanya | Catalunya          |
| Or      | Elena Ruiz Barril   | Waterpolo                     | Espanya | Catalunya          |
| Or      | Isabel Piralkova    | Waterpolo                     | Espanya | Catalunya          |
| Or      | Judith Forca        | Waterpolo                     | Espanya | Catalunya          |
| Or      | Laura Ester         | Waterpolo                     | Espanya | Catalunya          |
| Or      | Maica Garcia        | Waterpolo                     | Espanya | Catalunya          |
| Or      | Martina Terré       | Waterpolo                     | Espanya | Catalunya          |
| Or      | Nona Pérez          | Waterpolo                     | Espanya | Catalunya          |
| Or      | Paula Crespí        | Waterpolo                     | Espanya | Catalunya          |
| Or      | Paula Leitón        | Waterpolo                     | Espanya | Catalunya          |
| Argent  | Dany Dann           | Breakdance                    | França  | Catalunya del Nord |
| Bronze  | Adrià Figueras      | Handbol                       | Espanya | Catalunya          |
| Bronze  | Aleix Gómez         | Handbol                       | Espanya | Catalunya          |
| Bronze  | Dani Fernández      | Handbol                       | Espanya | Catalunya          |
| Bronze  | Ian Tarrafeta       | Handbol                       | Espanya | Catalunya          |
| Bronze  | Petar Cikusa        | Handbol                       | Espanya | Catalunya          |

## Esportistes

### Atletisme
1. Abdessamad Oukhelfen
2. Adel Mechaal
3. Berta Segura
4. Cristina Montesinos
5. Elvin Josué Canales
6. Enric Llopis
7. Esther Guerrero
8. Fátima Diame
9. Ibrahim Chakir
10. Jaël Bestué
11. Jorge Ureña
12. Nahuel Carabaña
13. Nawal Meniker
14. Paul McGrath
15. Raquel González
16. Santiago Catrofe
17. Thierry Ndikumwenayo
18. Txell Soler

### Bàsquet
1. Alba Torrens
2. Andrea Vilaró
3. Mariona Ortiz
4. Queralt Casas
5. Àlex Abrines
6. Rudy Fernández
7. Sergio Llull
8. Juana Camilión
9. Sandra Ygueravide
10. Vega Gimeno

### Boxa
1. Jose Quiles

### Breakdance
1. Dany Dann

### Ciclisme
1. Albert Torres
2. Jofre Cullell
3. Juan Ayuso
4. Mavi García
5. Mireia Benito
6. Sebastián Mora

### Gimnàstica
1. Alba Petisco
2. David Vega
3. Joel Plata
4. Laura Casabuena
5. Mireia Martínez
6. Néstor Abad
7. Nicolau Mir
8. Patrícia Pérez
9. Polina Berezina
10. Thierno Diallo

### Golf
1. David Puig

### Handbol
1. Adrià Figueras
2. Aleix Gómez
3. Alexandrina Cabral
4. Dani Fernández
5. Ian Tarrafeta
6. Petar Cikusa
7. Kaba Gassama
8. Lara González
9. Paula Arcos
10. Ludovic Fàbregas

### Hoquei Herba
1. Clara Badia Bogner
2. Clara Pérez
3. Júlia Strappato
4. Laia Vidosa
5. Lola Riera
6. Marta Segú
7. Xantal Giné
8. Bruno Font
9. Eduard de Ignacio-Simó
10. Gerard Clapés
11. Jordi Bonastre
12. Luis Calzado
13. Marc Miralles
14. Marc Recasens
15. Marc Reyné
16. Marc Vizcaíno
17. Pepe Cunill
18. Xavier Gispert

### Judo
1. Ai Tsunoda
2. David García
3. Salvador Cases

### Natació
1. Àfrica Zamorano
2. Ainhoa Campabadal
3. Alba Herrero Lázaro
4. Ángela Martínez
5. Carles Coll Martí
6. Carmen Weiler
7. Emma Carrasco
8. Ferran Julià
9. Jessica Vall
10. Hugo González
11. Mario Mollà
12. Paula Juste
13. Pauline Mahieu
14. Sergio de Celis

### Natació artística
1. Iris Tió
2. Paula Ramírez
3. Txell Ferré
4. Txell Mas

### Pentatló Modern
1. Laura Heredia

### Piragüisme
1. Joan Antoni Moreno
2. Marcus Walz
3. Miquel Travé
4. Mònica Dòria
5. Saúl Craviotto

### Rem
1. Aina Cid
2. Aleix García Pujolar
3. Dennis Carracedo

### Rugbi 7
1. Théo Forner

### Salts
1. Adrián Abadia

### Skate
1. Daniela Terol
2. Louise-Aïna Taboulet

### Tennis
1. Jaume Munar
2. Marcel Granollers
3. Pedro Martínez
4. Rafa Nadal
5. Sara Sorribes

### Tennis de taula
1. Maria Xiao

### Tir amb arc
1. Elia Canales

### Tir olímpic
1. Mar Molné

### Triatló
1. Anna Godoy
2. Roberto Sánchez

### Vela
1. Florian Trittel
2. Gisela Pulido
3. Jordi Xammar
4. Nora Brugman
5. Nacho Baltasar
6. Paula Barceló

### Voleibol
1. Liliana Fernández
2. Pablo Herrera
3. Paula Soria

### Waterpolo
1. Álvaro Granados
2. Bernat Sanahuja
3. Marc Larumbe
4. Roger Tahull
5. Sergi Cabanes
6. Unai Aguirre
7. Unai Biel
8. Anni Espar
9. Bea Ortiz
10. Elena Ruiz Barril
11. Isabel Piralkova
12. Judith Forca
13. Laura Ester
14. Maica Garcia
15. Martina Terré
16. Nona Pérez
17. Paula Crespí
18. Paula Leitón

### Futbol
1. Abel Ruiz
2. Adrià Bernabé
3. Aitana Bonmatí
4. Alèxia Putellas
5. Arnau Tenas
6. Cata Coll
7. Cristhian Mosquera
8. Èric Garcia
9. Joan Garcia
10. Laia Aleixandri
11. Laia Codina
12. Marc Pubill
13. Mariona Caldentey
14. Ona Batlle
15. Patri Guijarro
16. Pau Cubarsí
17. Sergio Gómez Martín